# U 117 (U-Boot, 1918)

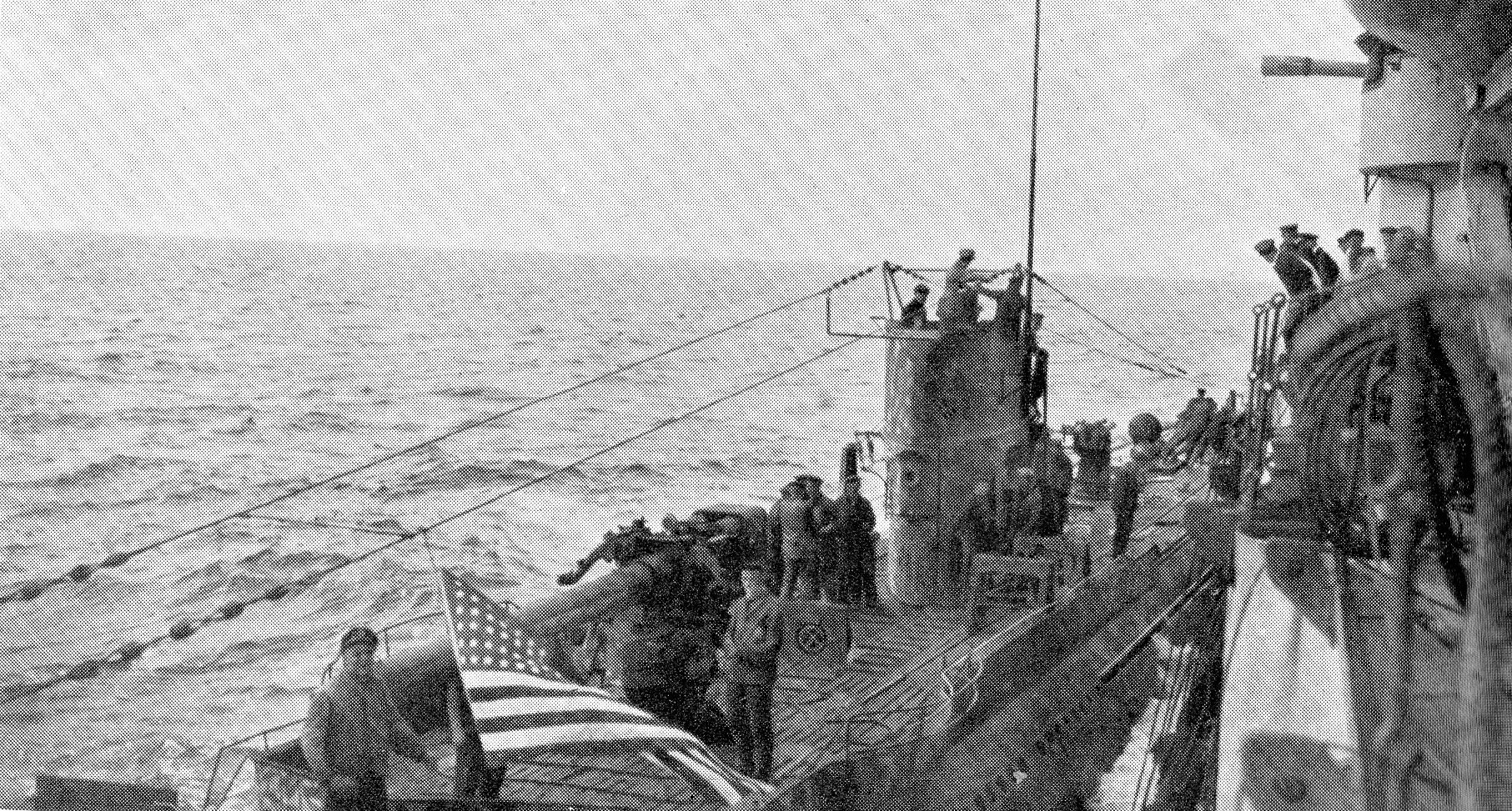
U 117 nach seiner Rückkehr aus dem Atlantik neben dem Linienschiff Hannover

U 117 war ein Langstrecken-U-Boot-Minenleger des Typs UE II der deutschen Kaiserlichen Marine.
Die Kiellegung fand 1917 auf der Werft A.G. Vulcan Hamburg statt, der Stapellauf war am 10. Dezember 1917. In Dienst gestellt wurde das Boot am 28. März 1918 unter dem Kommandanten Kapitänleutnant Otto Dröscher. Am 1. Juni 1918 wurde U 117 zur Ausrüstung und Eingliederung in den U-Kreuzer-Verband nach Kiel verlegt.

## Einsätze
Der erste Einsatz begann am 1. Juli 1918 zum Legen eines Minenfeldes vor der Ostküste der Vereinigten Staaten. Durch schlechtes Wetter auf dem Atlantik konnten allerdings keine Angriffe gefahren werden, obwohl zwei einzeln fahrende Dampfer, zwei Konvois und ein Leichter Kreuzer gesichtet wurden.
U 117 erreichte die US-Küste am 8. August 1918. Durch besseres Wetter erhöhten sich jetzt seine Möglichkeiten und es konnten folgende Schiffe versenkt werden:
- 10. August 1918: 9 Fischerboote mit Deckgeschütz
- 12. August 1918: Sommerstadt mit einem Torpedo (Schiff war in Ballast)
- 13. August 1918: Tanker Frederick R. Kellogg mit einem Torpedo (Ladung: 7500 Barrel Roh-Öl, 7 Tote, 45 Überlebende)[1]
- 14. August 1918: US-Schoner mit Deckgeschütz
- 15. August 1918: US-Schoner Madrugada mit Deckgeschütz
- 16. August 1918: britischer Dampfer Mirlo mit einem Torpedo
- 17. August 1918: norwegischer Segler Nordhav mit Sprengsätzen (Ladung: Leinöl aus Buenos Aires)
- 26. August 1918: US-Trawler Rush mit Sprengsätzen
- 27. August 1918: norwegischer Frachter Bergsdalen mit einem Torpedo (Schiff war in Ballast)
- 30. August 1918: britischer Fischtrawler Elise Porter mit Sprengsätzen
- 30. August 1918: britischer Fischtrawler Potentate mit Sprengsätzen

Ab dem 13. August wurde eine Minensperre vor Barnegat Light (New Jersey) ausgelegt. Durch diese Sperre wurde später, am 4. Oktober 1918, die San Saba versenkt.
Am Nachmittag des 14. August wurde das Boot durch einen Marineflieger entdeckt. Die anschließend eingeleitete Verfolgung durch den U-Jäger SC-71 und der Angriff mit Wasserbomben blieb erfolglos.
Am 15. August 1918 wurde eine weitere Minensperre am Feuerschiff Fenwick Island ausgelegt. Dieser Sperre fielen zwei Schiffe zum Opfer:
- 29. September 1918: Das Schlachtschiff Minnesota lief auf eine Mine und wurde durch die Explosion erheblich beschädigt, so dass sie für 6 Monate ins Dock musste.
- 9. November 1918: Das USS Saetia (Frachtschiff Nr. 2317) wurde durch einen Minentreffer versenkt.

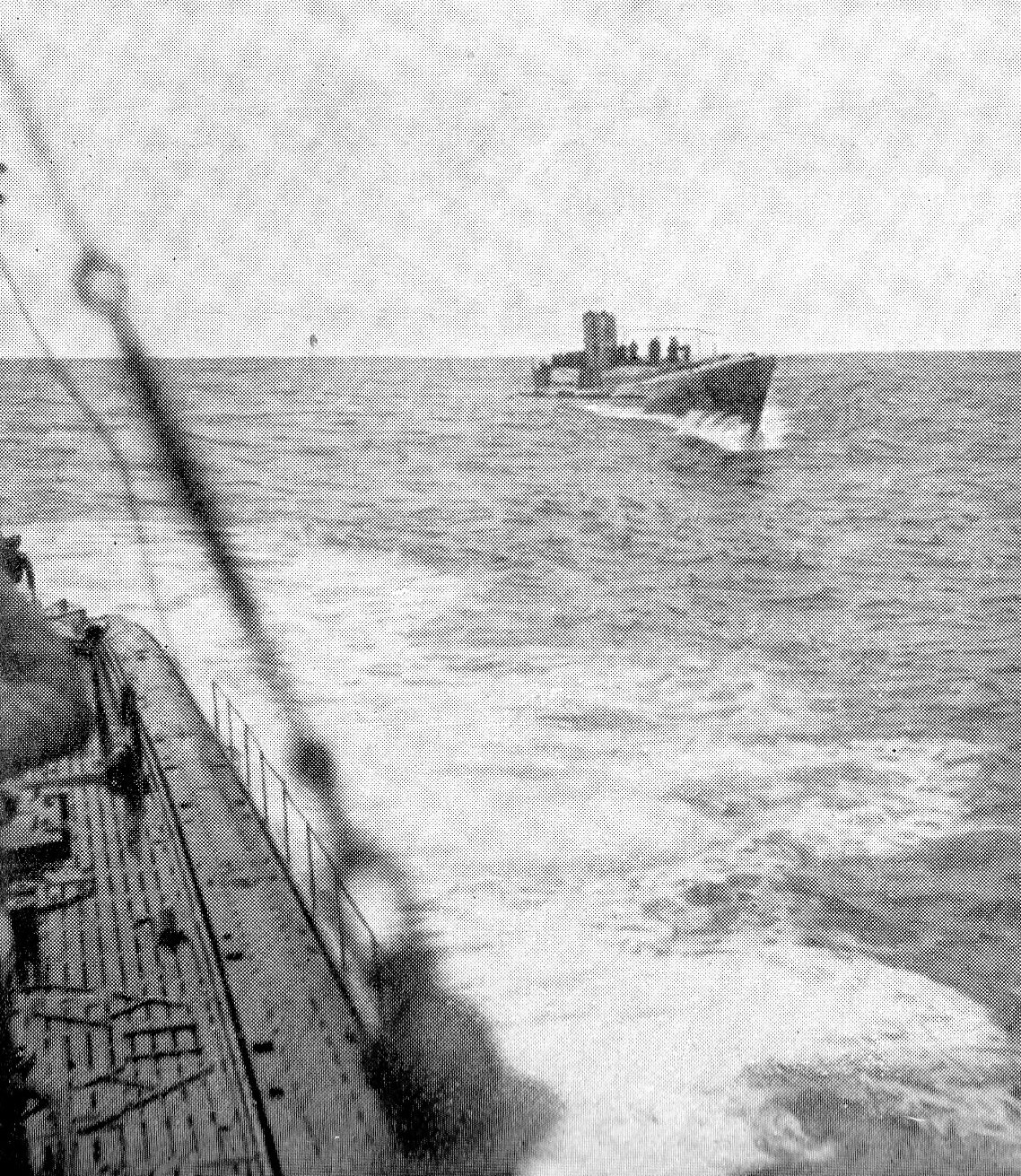
U 140 läuft 1918 U 117 bei den Faröern an

Am 16. August 1918 wurde die letzte Minensperre vor Cape Hatteras, North Carolina, ausgelegt. Durch den langen Einsatz wurde der Treibstoff knapp und U 117 musste zurück nach Deutschland laufen. Auf der Rückfahrt konnten weitere Schiffe versenkt werden. Es gab außerdem ein Feuergefecht mit einem nicht bekannten, schwer bewaffneten Dampfer. Der letzte, erfolglose Angriff am 5. September 1918 galt dem britischen Frachter War Ranee. Durch den zu Ende gehenden Treibstoff wurde am 8. September ein Treffen auf hoher See mit U 140 vereinbart und es konnten am 12. und 13. September bei den Färöer-Inseln rund 20.000 Liter Treibstoff übernommen werden. Auch diese Menge reichte nicht ganz bis nach Kiel und man musste das letzte Stück von einem Torpedoboot geschleppt werden.

## Verbleib
Den Rest des Krieges blieb das Boot im Hafen. Am 23. Oktober 1918 wurde U 117 dann noch an die 1. U-Flottille überstellt, lief aber vor dem Waffenstillstand am 11. November 1918 nicht mehr aus. Am 21. November ergab sich U 117 den Alliierten im Hafen von Harwich, England. Die United States Navy zeigte damals großes Interesse an deutschen U-Booten für ihre Sieges-Ausstellung und so wurde U 117 mit fünf anderen Booten an die Vereinigten Staaten übergeben. Im März 1919 übernahm eine US-amerikanische Mannschaft das Boot unter dem Kommando von Lt. Cdr. Aquilla G. Dibrell.

## Versenkung

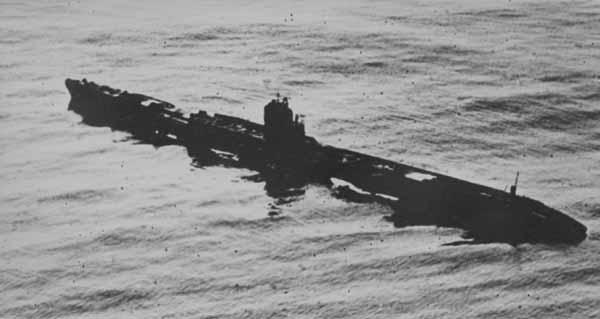
U 117 als Zielschiff

Am 21. Juni 1921 bombardierten und versenkten drei Curtiss-F.5L-Flugboote der US Navy U 117 vor Anker liegend in flachem Gewässer 50 Meilen östlich des Feuerschiffs Cape Charles. Dabei wurden zwölf 163-Pfund-Bomben mit je 117 Pfund TNT verwendet.

## Rätselhaftes
Ein Zeitungsartikel der New York Times über die Versenkung der Sommerstadt schreibt über eine Funkfernlenkung oder Kurvensteuerung eines Torpedos schon im Ersten Weltkrieg und schreibt weiter von einem Giftgasangriff auf eine Station der US-Küstenwache. Offenbar handelt es sich dabei um eine Zeitungsente, da der US-amerikanische Marinehistoriker Halpern derartige Begleitumstände beim Einsatz des Bootes nicht erwähnt.